# Philippe Brissaud
Pour les articles homonymes, voir Brissaud.
Philippe Brissaud (né en 1947) est un égyptologue français, ingénieur de recherche retraité à l'école pratique des hautes études, section des Sciences Religieuses.

## Biographie
Philippe Brissaud commence à étudier sur le site de Tanis en 1970, et y travaille lui-même directement à partir de 1976. Il devient en 1985 directeur de la mission française des fouilles de Tanis, poste qu'il quitte en 2013.
Philippe Brissaud est directeur de la Mission Archéologique de Tell Dibgou de 2014 à 2019, et organise annuellement une mission sur le site qu'il est le premier à fouiller.
En mai 2017, il lance une levée de fonds participative sur Ulule pour financer sa prochaine campagne à Tell Dibgou. Les éléments de cette fouille sont exposés début 2018.

## Fonctions
- Codirecteur du Centre Vladimir Golenichtchev jusqu'en 2012.
- Directeur de la mission française des fouilles de Tanis de 1985 à 2013.
- Président de la Société Française des Fouilles de Tanis depuis 1988.
- Directeur de la Mission Archéologique de Tell Dibgou de 2014 à 2019.

## Publications
- Tanis. Le domaine de la déesse Mout et son lac sacré, 2018,  (ISBN 978-2322119714)
- Poteries africaines figurées modernes, Arles/Soissons, Actes Sud, coll. « Colette Brissaud-Mendes », 28 avril 2008, 134 p. (ISBN 978-2-7427-7615-3)
- Tanis. Travaux récents sur le tell Sân el-Hagar, vol. 2 (1997-2000), 20 mars 2001 (ISBN 978-2-911606-77-9)
- Tanis - 1987-1997, 1er avril 1998 (ISBN 978-2-911606-24-3)
- Les ateliers de potiers de la région de Louqsor, IFAO, 1er avril 1982 (EAN 3260050166379)